# Ryes (tổng)
Tổng Ryes là một tổng thuộc tỉnh Calvados trong vùng Normandie.

## Địa lý
Tổng này được tổ chức xung quanh Ryes ở quận Bayeux. Độ cao khu vực này dao động từ 0 m (Arromanches-les-Bains) đến 80 m (Esquay-sur-Seulles) với độ cao trung bình 39 m.

## Hành chính
| Giai đoạn     | Ủy viên               | Đảng | Tư cách           |
| ------------- | --------------------- | ---- | ----------------- |
| 1964 - 2001   | Philippe de Bourgoing |      |                   |
| 2001 - actuel | François de Bourgoing | UMP  | cán bộ thương mại |

## Các đơn vị trực thuộc
Tổng Ryes gồm 25 xã với dân số 10 899 người (điều tra dân số năm 1999, dân số không tính trùng)
| Xã                     | Dân số | Mã bưu chính | Mã insee |
| ---------------------- | ------ | ------------ | -------- |
| Arromanches-les-Bains  | 552    | 14117        | 14021    |
| Asnelles               | 571    | 14960        | 14022    |
| Banville               | 585    | 14480        | 14038    |
| Bazenville             | 144    | 14480        | 14049    |
| Colombiers-sur-Seulles | 181    | 14480        | 14169    |
| Commes                 | 397    | 14520        | 14172    |
| Crépon                 | 199    | 14480        | 14196    |
| Esquay-sur-Seulles     | 339    | 14400        | 14250    |
| Graye-sur-Mer          | 593    | 14470        | 14318    |
| Longues-sur-Mer        | 586    | 14400        | 14377    |
| Magny-en-Bessin        | 109    | 14400        | 14385    |
| Le Manoir              | 109    | 14400        | 14400    |
| Manvieux               | 107    | 14117        | 14401    |
| Meuvaines              | 150    | 14960        | 14430    |
| Port-en-Bessin-Huppain | 2 139  | 14520        | 14515    |
| Ryes                   | 450    | 14400        | 14552    |
| Saint-Côme-de-Fresné   | 224    | 14960        | 14565    |
| Sainte-Croix-sur-Mer   | 201    | 14480        | 14569    |
| Sommervieu             | 734    | 14400        | 14676    |
| Tierceville            | 138    | 14480        | 14690    |
| Tracy-sur-Mer          | 240    | 14117        | 14709    |
| Vaux-sur-Aure          | 344    | 14400        | 14732    |
| Ver-sur-Mer            | 1 307  | 14114        | 14739    |
| Vienne-en-Bessin       | 200    | 14400        | 14744    |
| Villiers-le-Sec        | 300    | 14480        | 14757    |

## Biến động dân số
| 1962                                                     | 1968  | 1975  | 1982  | 1990   | 1999   |
| -------------------------------------------------------- | ----- | ----- | ----- | ------ | ------ |
| 7 696                                                    | 8 355 | 8 658 | 9 622 | 10 611 | 10 899 |
| Nombre retenu à partir de 1962 : dân số không tính trùng |       |       |       |        |        |